# Lý Quang Thức
Yi Gwang-sik (tiếng Hàn: 이광식/ 李光軾 (Lý Quang Thức)/ Yi Gwang-sik, 7 tháng 11 (29 tháng 9 ÂL), 1493 - 15 tháng 12 (1 tháng 12 ÂL), 1563) là một viên tướng thủy quân, chính trị gia nhà Triều Tiên.
Chỉ huy chính của Triều Tiên phòng thủ 'Cuộc tấn công của của cướp biển Nhật Bản năm Ất Mão' (을묘왜변; 乙卯倭變) (1555).